# Solomon Wesseh
Solomon Wesseh (ur. 31 stycznia 1984 w Monrovii) – liberyjski piłkarz grający na pozycji lewego obrońcy. W swojej karierze rozegrał 21 meczów w reprezentacji Liberii.

## Kariera klubowa
Swoją karierę piłkarską Wesseh rozpoczął w klubie Monrovia Club Breweries. W sezonie 2002 zadebiutował w jego barwach w pierwszej lidze liberyjskiej. W 2003 roku grał w Mighty Barolle, a w 2004 przeszedł do LPRC Oilers. Grał w nim do końca swojej kariery, czyli do 2020 roku. Wraz z LPRC Oilers wywalczył dwa mistrzostwa kraju w sezonach 2005 i 2019 oraz zdobył Puchar Liberii w 2005 roku.

## Kariera reprezentacyjna
W reprezentacji Liberii Wesseh zadebiutował 16 listopada 2003 roku w wygranym 3:0 meczu eliminacji do MŚ 2006 z Gambią, rozegranym w Monrovii. Od 2003 do 2013 wystąpił w kadrze narodowej 21 razy.